# Gaston Glock
Gaston Glock (ur. 19 lipca 1929 w Wiedniu, zm. 27 grudnia 2023 w Klagenfurcie am Wörthersee) – austriacki przedsiębiorca, założyciel przedsiębiorstwa Glock GmbH, z wykształcenia inżynier mechanik.

## Życiorys
W 1963 roku założył firmę Glock GmbH z siedzibą w miasteczku Deutsch-Wagram. Firma zajmowała się wytwarzaniem sprzętu domowego, później także noży i skorup granatów, a od lat 80. XX wieku produkcją broni palnej. W 1982 roku wraz z grupą konstruktorów zaprojektował pistolet Glock 17. W 2021 roku jego majątek wart był 1,1 miliarda dolarów.
W lipcu 1999 roku przeżył próbę zabójstwa, gdy jeden z maklerów zatrudnił zapaśnika, by ten zaatakował Glocka młotkiem.
W 2012 roku został mianowany konsulem honorowym Rumunii w Klagenfurcie.

## Życie prywatne
Mieszkał w Velden am Wörther See. Był żonaty z Helgą Glock, z którą rozwiódł się w 2011 roku. Niedługo później wziął ślub z młodszą od niego o 50 lat Kathrin Tschikof. Miał córkę i dwóch synów.